# 멀리사 폰지오
멀리사 폰지오(Melissa Ponzio, 1972년 8월 3일 ~ )는 미국의 배우이다.

## 출연 작품
- 썬더 포스 (2021)
- NCIS 시즌9 (2011)
- 틴 울프 시즌1 (2011)
- 마이 페이크 피앙세 (2009)
- 로드 트립 2 (2009)
- 아미 와이브즈 1 (2007)
- 웜 스프링스 (2005)
- 서피스 (2005)
- 원 트리 힐 (2003)
- 더 부세 (2000)
- 도슨의 청춘일기 (1998)